# کارلو کلودی

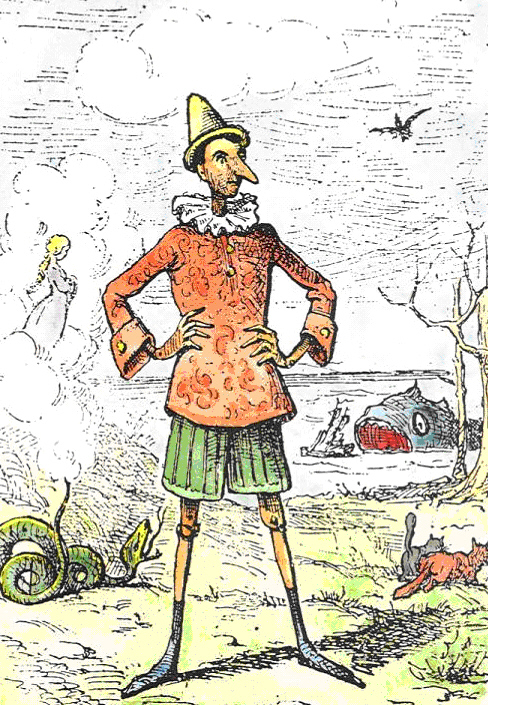
پینوکیو

کارلو لورِنتسینی (به ایتالیایی: Carlo Lorenzini) با نام ادبی کارلو کلودی (به ایتالیایی: Carlo Collodi) نویسنده ادبیات کودک و نوجوان اهل ایتالیا بود.

## زندگی
در ۲۴ نوامبر ۱۸۲۶ در شهر فلورانس، ایتالیا به دنیا آمد. پدرش، «دومینگو لورنزینی»، آشپز و مادرش، «آنجلا اورزالی»، خدمتکار بود. از آثار و نوشته‌های مشهور کلودی می‌توان به پینوکیو اشاره کرد. او در سنین جوانی وارد مدرسه علوم دینی شد و با این‌که به سیاست علاقهٔ بیشتری داشت، تا سن ۱۷ سالگی در آنجا ماند.
کلودی در ۲۶ اکتبر سال ۱۸۹۰ در فلورانس در گذشت و نوشته‌هایش در حجمی بسیار زیاد به وسیله خانواده اش به کتاب‌خانه مرکزی فلورانس اهدا گشت که هم‌اکنون در همان‌جا قرار دارد. او در ابتدا بیشتر به عنوان روزنامه‌نگار، منتقد و نویسنده کتاب‌های آموزشی شناخته می‌شد، اما موفقیت کتابی که او به قصد سرگرم ساختن نوشت ــ یعنی ماجرای پینوکیو ــ به حدی بود که وی هم‌اکنون جزو بزرگ‌ترین نویسندگان آثار ادبی کودکان محسوب می‌شود. ارزش ادبی داستان پینوکیو اینک پس از گذشت سال‌ها به‌طور کامل شناخته شده‌است.

## زندگی ادبی
در سن ۲۰ سالگی با نوشتن مقاله‌ای برای یک انتشاراتی پر قدرت فلورنتینی وارد حیطه نویسندگی شد. سپس در ۲۲ سالگی در کشاکش درگیری‌های ایتالیا به یک روزنامه‌نگار بدل گشت و فعالیت‌هایش را با نوشتن مقالات انتقادی برای نشریه میوزیکال ایتالی، یکی از مهم‌ترین نشریات آن زمان ایتالیا، دنبال کرد. کلودی پس از چند سال همکاری با نشریات گوناگون و کسب شهرت، خود به انتشار نشریه اقدام کرد. یکی از این نشریات «II Lampione»، نشریه‌ای فکاهی بود که در سال ۱۸۴۸ آغاز به کار کرده بود، اما خیلی زود پس از شورش‌های همان سال به وسیله اداره سانسور تعطیل شد و ۱۱ سال بعد دوباره انتشار یافت.
کلودی در طول دهه ۱۸۵۰ نیز به عنوان یک نویسنده و نمایشنامه‌نویس به کار ادامه داد و در این زمینه‌ها به موفقیت‌های چشمگیری دست یافت. او در سال ۱۸۵۶ نام خود را به اسم مستعار کارلو کلودی تغییر داد. کلودی در واقع نام روستای محل تولد مادرش بود که وی بیشتر دوران کودکی‌اش را در آن جا گذرانده بود.
وی در سال ۱۸۶۱ روزنامه‌نگاری را رها کرد و تا سال ۱۸۷۰ به عنوان بازرس مطبوعاتی و ویراستار به کار ادامه داد. پس از آن خیلی زود جذب ادبیات کودکان شد و به ترجمه قصه شاه پریان اثر شارل پرو، نویسنده فرانسوی، به زبان ایتالیایی پرداخت؛ ازجمله، ترجمهٔ ایتالیایی داستان‌هایی چون: شنل قرمزی، زیبای خفته و گربه چکمه پوش.
کلودی سپس فعالیت‌هایش را با طراحی یک مجموعه کتاب آموزشی برای مدارس ادامه داد. در این کتاب‌ها که با مهارت فوق‌العاده نگارش یافته بودند، آموزش با داستان گویی همراه بود. آثاری چون جانی، تاینی، کتاب حساب جانی، کتاب دستور زبان جانی، سفر جانی به ایتالیا و فانوس جادویی جانی. بدین وسیله او حرکتی جدید در سیستم آموزشی تازه تأسیس شدهٔ ایتالیا پدیدآورد.
او در سال ۱۸۸۱ پایه یکی از اولین مجلات ایتالیایی مخصوص کودکان را پی‌ریزی کرد. بدین ترتیب «چیلدرن مگزین» انتشار یافت و از همان شماره‌های نخستین ماجراهای پینوکیو که در آن زمان داستان یک عروسک نامیده می‌شد، در آن چاپ شد. داستان‌های دیگری مثل میمون گوپلوی گلی هم در این نشریه انتشار می‌یافت که از حال و هوایی طنز برخوردار بودند. این داستان‌ها بعدتر در سال ۱۸۸۷ در کتاب داستان‌های شادمانه جمع‌آوری و چاپ شدند.